# أندريه بوولنجر
أندريه بوولنجر (بالفرنسية: André Boulanger)‏ هو مؤرخ فرنسي، ولد في 20 يوليو 1886 في Chéroy ‏ في فرنسا، وتوفي في 9 سبتمبر 1958 في مونتجيرون في فرنسا.